# Беришбек, Рахметулла
Рахметулла Беришбек (тур. Rahmetullah Berişbek; родился 22 марта 1999 года в Эльмадаге, Турция) — турецкий футболист, опорный полузащитник клуба «Генчлербирлиги».

## Клубная карьера
Беришбек — воспитанник клуба «Генчлербирлиги». 15 апреля 2018 года в матче против «Кайсериспора» он дебютировал в турецкой Суперлиге, заменив во втором тайме Флорентена Погба.

## Международная карьера
В 2018 году Беришбек в составе юношеской сборной Турции принял участие в юношеском чемпионате Европы в Финляндии. На турнире он сыграл в матче против Англии и сборной Франции.